# Innovationspreis des Landkreises Göttingen
Der Innovationspreis des Landkreises Göttingen wird jährlich seit 2001 ausgeschrieben.
Gesucht werden jährlich innovative Produkte, Verfahren, Dienstleistungen, Prozesse, Geschäftsideen oder gute Ideen aus dem Bildungs-, Forschungs- und Wissenschaftsbereich. In den drei Kategorien „Gründer und Jungunternehmer“, „Bewerber bis 20 Mitarbeiter“ und „Bewerber über 20 Mitarbeiter“ werden die Preise verliehen, die mit bis zu 3000 Euro dotiert sind. Die besten drei Innovationen gewinnen zudem eine Skulptur des Göttinger Künstlers Christian Jankowski. Zusätzlich gibt es Sonderpreise in den Bereichen Wissenschaft, Bildung, Umwelt und aus dem Bereich Messtechnik.
Alle Innovationsbeiträge werden von einer Fachjury auf Basis der Innovationskriterien beurteilt. Die Jury besteht aus Vertretern unterschiedlicher Fachbereiche. In der jährlich wechselnden Jury vertreten sind in der Regel das Niedersächsisches Ministerium für Umwelt, Energie und Klimaschutz, die IHK Hannover, der DRK-Kreisverband Göttingen-Northeim e.V., die Sparkasse Göttingen, die HAWK - Fakultät Ressourcenmanagement, das Innovationszentrum Niedersachsen GmbH, die Handwerkskammer Hildesheim - Südniedersachsen, der Arbeitgeberverband Mitte e.V., die EAM GmbH & Co. KG sowie die Universität Göttingen und das Max-Planck-Institut für biophysikalische Chemie. So kommt es regelmäßig vor, dass in der Jury auch hochkarätige Wissenschaftler und Nobelpreisträger sitzen.